# Фортунати, Джан Франческо
Джан Франческо Фортунати (итал. Gian Francesco Fortunati; 27 февраля 1746 года, Парма, герцогство Парма и Пьяченца — 20 декабря 1821 года, Парма, герцогство Парма, Пьяченца и Гвасталла) — итальянский композитор и музыкальный педагог.

## Биография
Джан Франческо Фортунати родился 27 февраля 1746 года в Парме, в герцогстве Парма и Пьяченца. Вскоре после его рождения семья переехала в Пьяченцу. Начальное музыкальное образование получил у Омобоно Николини, клавесиниста и органиста в церкви Святого Павла. Общее образование получил в учебных заведениях иезуитов и бенедиктинцев. В 1767 году, на средства герцогов Пармы и Пьяченцы, он был отправлен в Болонью для обучения контрапункту у падре Джованни Баттиста Мартини. Завершив образование в 1769 году, был принят в Академию Филармоника. В том же году вернулся в Парму, где на стене придворного театра герцогов Пармы и Пьяченцы поставил свою первую оперу, «Охотники и продавщица молока» (итал.  I cacciatori e la vendilatte), получившую признание у публики. Джан Франческо Фортунати получил место капельмейстера при дворе герцогов Пармы и Пьяченцы, сменив на этом посту Томмазо Траэтту.
Вскоре были им были написаны и поставлены ещё две оперы — в 1771 году «Критическая ночь» (итал. La notte critica) и в 1772 году «Гонки влюблённых» (итал. Le gare degli amanti). Композитор смог дать концерты в Германии, благодаря рекомендации герцогини Марии Амалии Австрийской. Трижды он посетил Дрезден, где сочинил несколько опер. В 1772 году в Берлине была поставлена его опера-буфф «Негоциант» (фр. Le négociant). Им также были написаны несколько композиций специально для голоса Фридриха Вильгельма II, курфюрста Прусского.
С 1774 по 1802 год Джан Франческо Фортунати был директором школы пения в Парме. Осенью 1778 года в театре Колорно была поставлена его новая опера «Нежданный гость» (итал. L'ospite incomodo). С 1780 по 1796 год занимал место дирижёра оркестра театра герцогов Пармы и Пьяченцы.
Он был избран членом Пармской филармонической академии, для которой в 1783 году написал шесть симфоний. 1 мая того же года, по случаю дня рождения Филиппо Бурбон-Пармского, второго сына герцога Фердинандо Бурбон-Пармского и Марии Амалии Австрийской, написал первую часть кантаты для одного голоса, исполнением которой Пармская филармоническая академия была официально представлена герцогу Пармы и Пьяченцы. В 1788 году, ко дню рождения самого герцога Фердинандо Бурбон-Пармского, сочинил кантату для 4 голосов, которая была исполнена сыновьями герцога. В 1800 году в Парме была поставлена его последняя опера «Неожиданная встреча, или Удача» (итал. L'incontro inaspettato o fortunato). В 1808 году композитор был принят в Институт науки и литературы, став одним из восьми членов его отделения музыки.
Джан Франческо Фортунати умер 20 декабря 1821 года в Парме, в герцогстве Парма, Пьяченца и Гвасталла.

## Творческое наследие
Творческое наследие композитора включает 8 опер, ряд симфонических, духовных и вокальных сочинений.